# Ketti Gallian

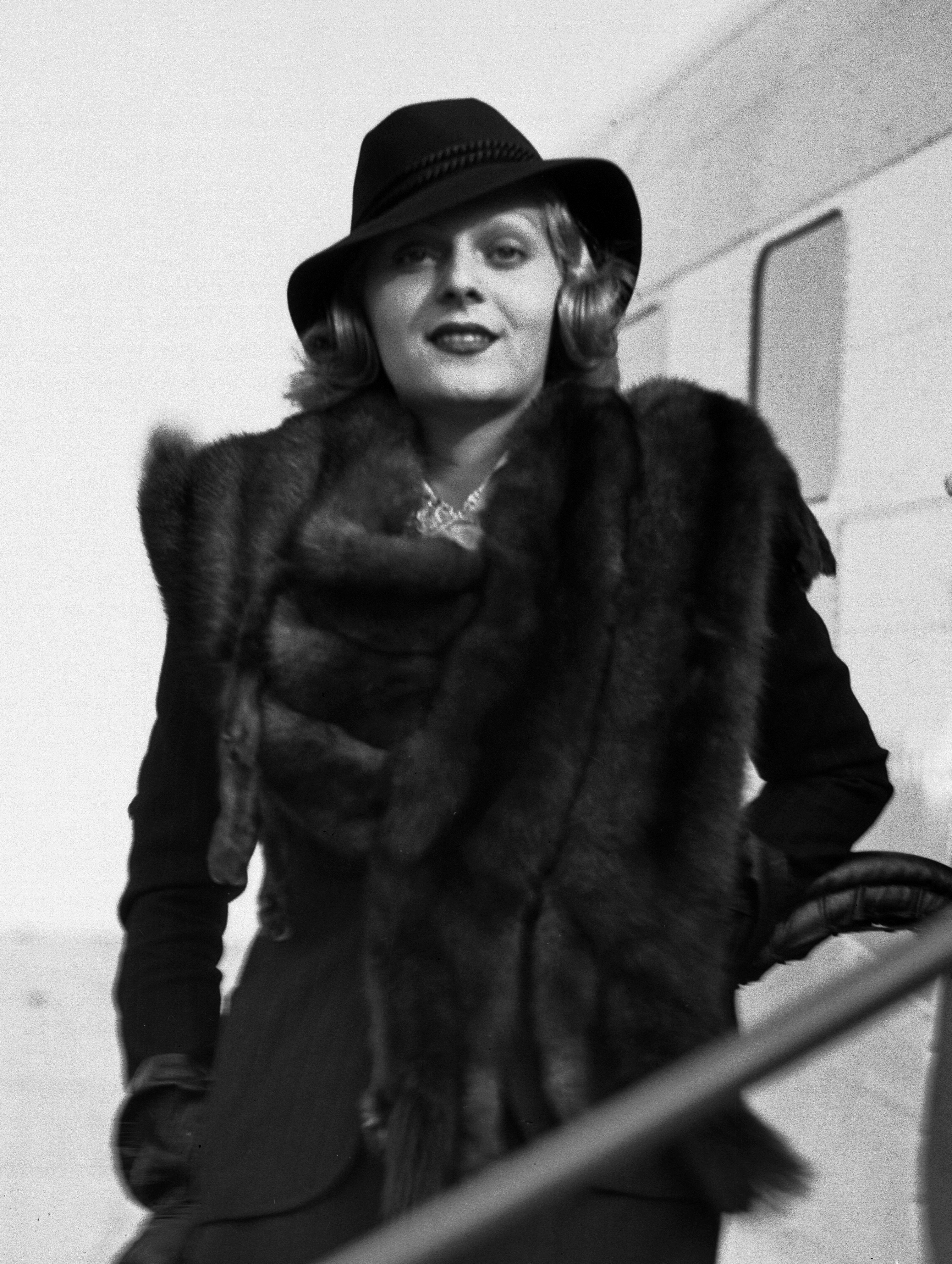
Ketti Gallian

Ketti Gallian; eigentlich Catherine Victorine Galliano (* 24. Dezember 1911 in Nizza; † 31. Oktober 1972 in Paris) war eine französische Schauspielerin.

## Leben
Im Alter von 15 Jahren ging sie nach Paris und fand Arbeit als Model. Später ging sie zurück nach Nizza und spielte in einer Reihe von Filmen von Paramount Pictures mit.
Ihre Rolle in The Ace an der Seite von Raymond Massey auf der Bühne des Westendtheaters in London führte zu einem Filmvertrag bei der Fox Film Corporation. Der große Durchbruch in den Vereinigten Staaten gelang ihr jedoch nie, weshalb sie später wieder nach Frankreich zurückkehrte.

## Filmografie
- 1931: Indéfrisable – Regie: Jean de Marguenat (Kurzfilm)
- 1932: Avec l’assurance – Regie: Roger Capellani
- 1932: Côte d’azur – Regie: Roger Capellani
- 1932: Les Ruines de Gallifontaine – Regie: Marco de Gastyne (Kurzfilm)
- 1932: Sens interdit – Regie: Jean de Marguenat (Kurzfilm)
- 1934: Marie Galante – Regie: Henry King
- 1934: George White’s Scandals – Regie: Thotton Friedland und Harry lachman
- 1935: Die Peitsche der Pampas (Under the Pampas Moon) – Regie: James Tinling
- 1937: Tanz mit mir (Shall We dance) – Regie: Mark Sandrich
- 1937: Aloha, le chant des îles – Regie: Léon Mathot
- 1937: Espionage – Regie: Kurt Neumann
- 1938: La Piste du sud – Regie: Pierre Billon
- 1944: Fräulein X – Regie: Pierre Billon
- 1949: Ritter seines Königs (Du Guesclin) – Regie: Bernard de La Tour
- 1949: Agnès de rien – Regie: Pierre Billon
- 1955: Soupçons – Regie: Pierre Billon